# Mumtaz Mustafa
Pour les articles homonymes, voir Mustafa.
Mumtaz Mustafa, mort le 5 août 2024 à Islamabad, est un homme politique pakistanais.

## Biographie
Alors membre du Parti du peuple pakistanais, il rejoint la Ligue musulmane du Pakistan (F) en 2007.
En 2016, il est élu président du Conseil du barreau du Pendjab.
En janvier 2024, alors qu'il est candidat aux élections législatives pakistanaises de 2024, il fait l'objet de poursuites pour agressions envers un agent électoral, à la suite du refus de l'enregistrement de sa candidature sous la bannière du PTI-N. Élu député avec le soutien du PTI, il meurt d'une crise cardiaque le 5 août 2024 alors que l'ambulance venue l'évacuer du Parlement n'a pas pu accéder aux lieux du fait du stationnement de véhicules de ses collègues. Il a alors plus de 70 ans.